# Stickor

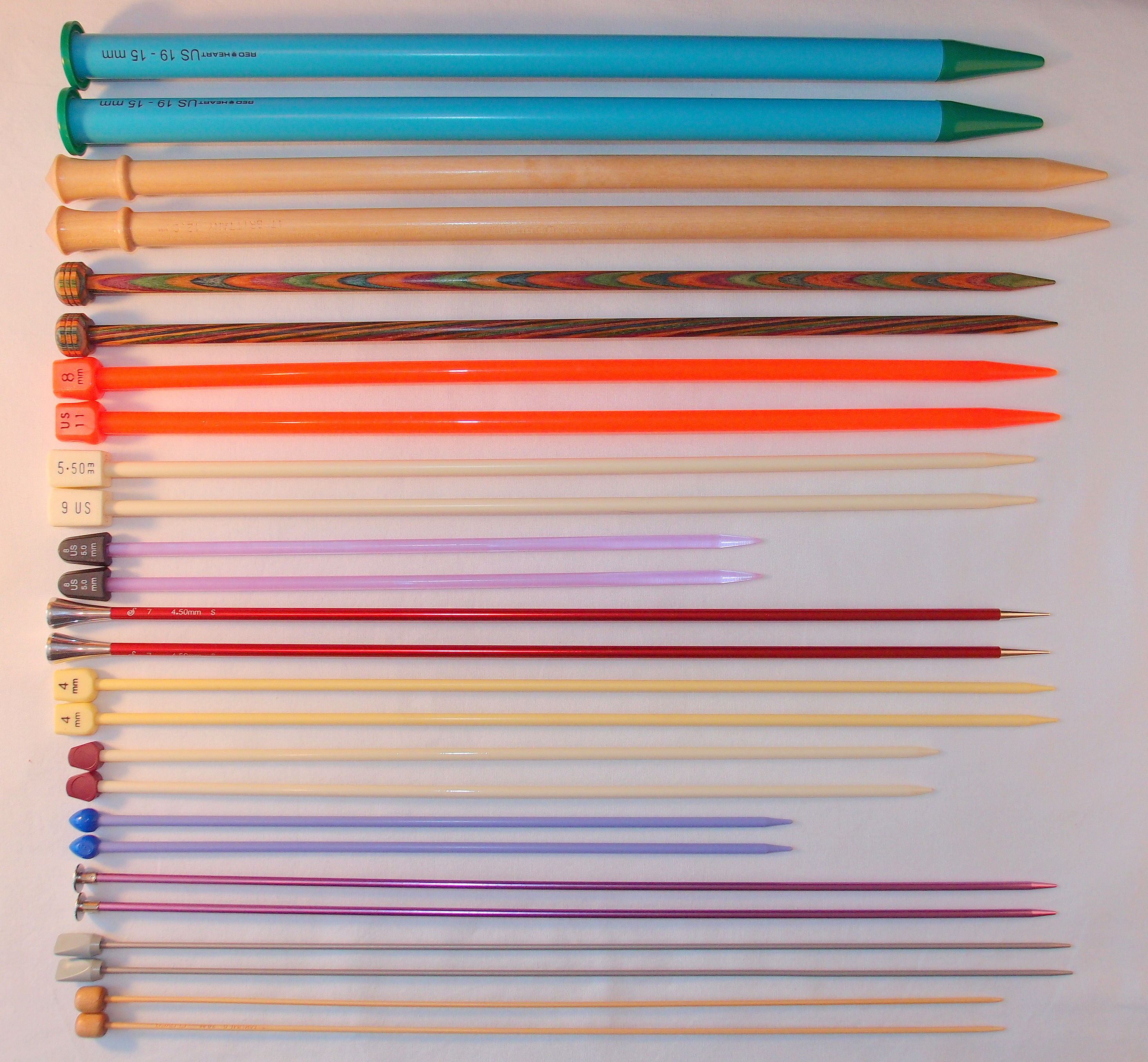
Raka stickor av olika storlekar och material

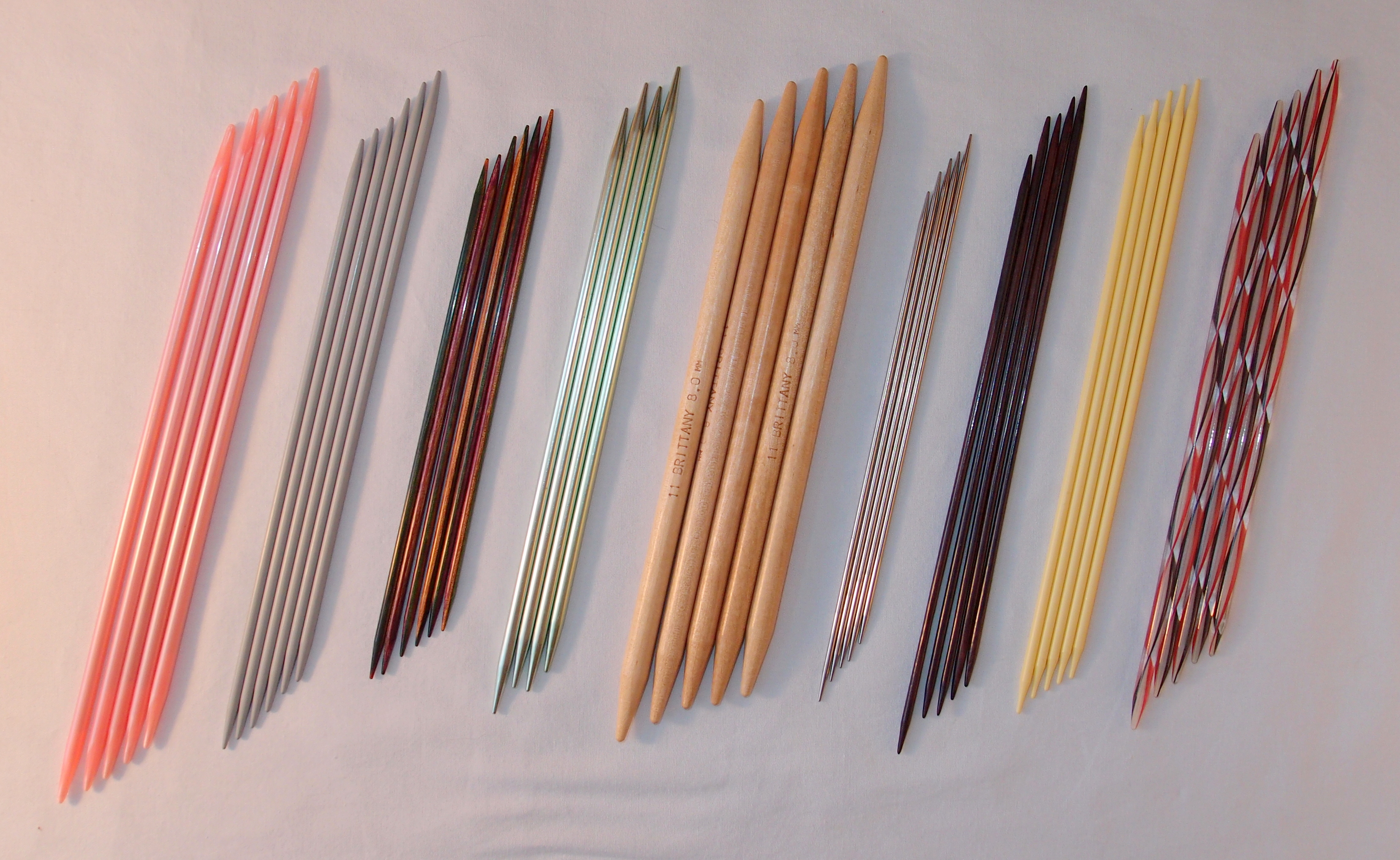
Strumpstickor av olika storlekar och material

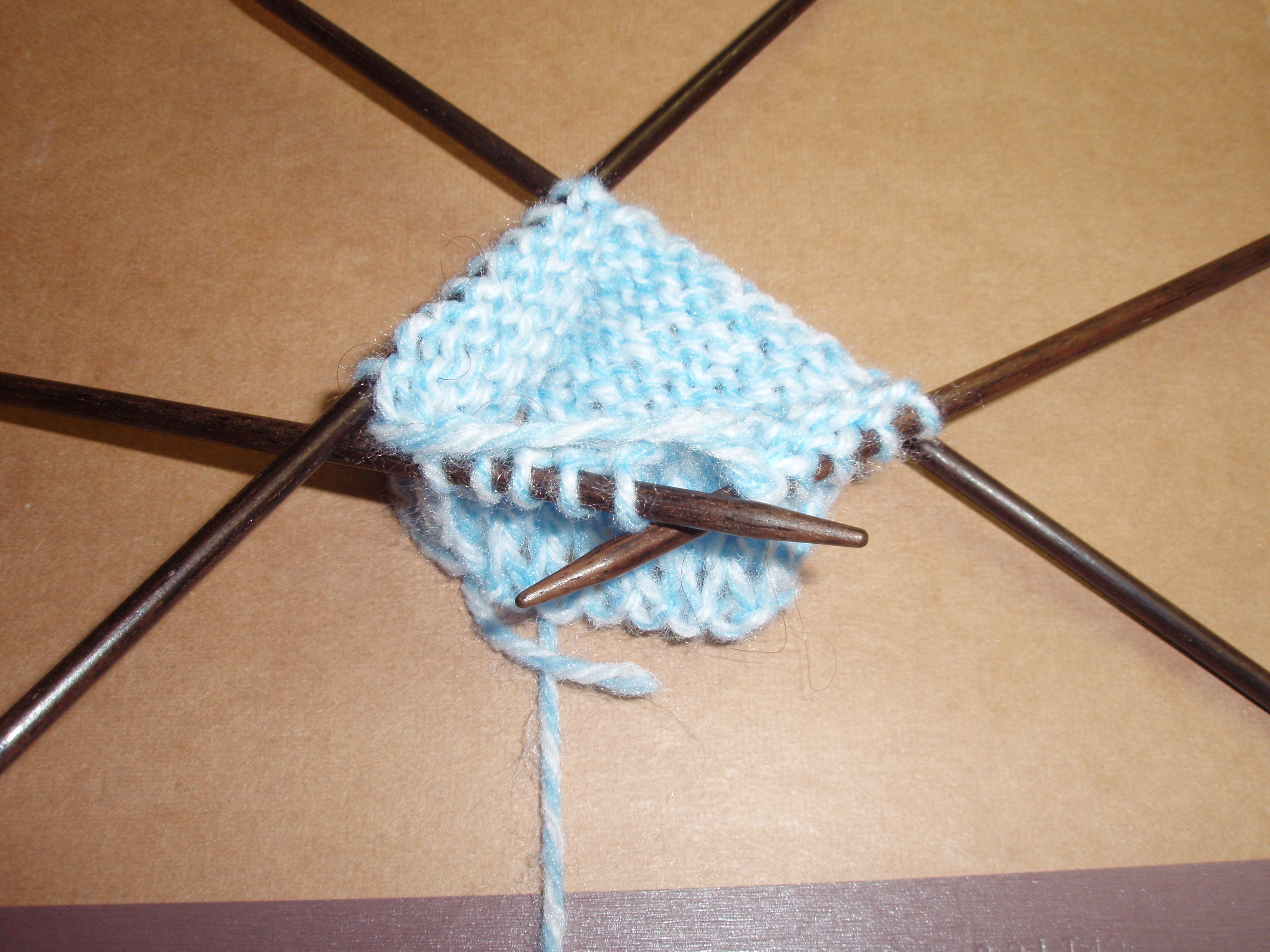
Stickning med strumpstickor

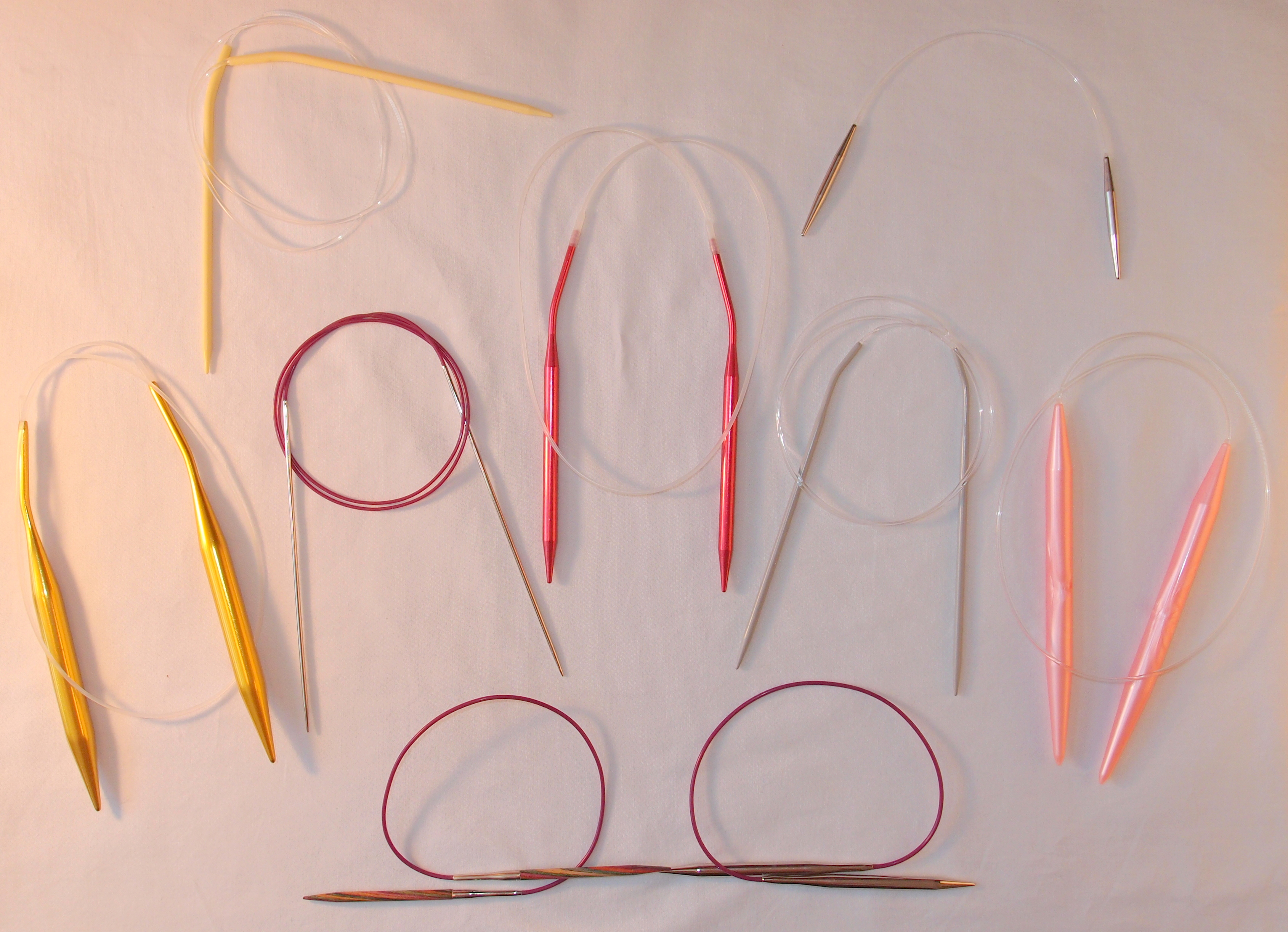
Rundstickor av olika storlekar och material

Stickor kallas verktygen som används vid stickning. De finns i tre huvudtyper: raka stickor, strumpstickor och rundstickor.
Raka stickor säljs och används i par och har en knopp i ena änden för att förhindra att maskorna på stickan glider av. Raka stickor används för att sticka "fram och tillbaka", det vill säga stickningen vänds efter varje varv så att den sista maskan på varvet innan blir första maskan på det nya varvet. Detta producerar en platt stickning som sedan kan sys ihop eller monteras med andra delar för att till exempel tillverka ett plagg.

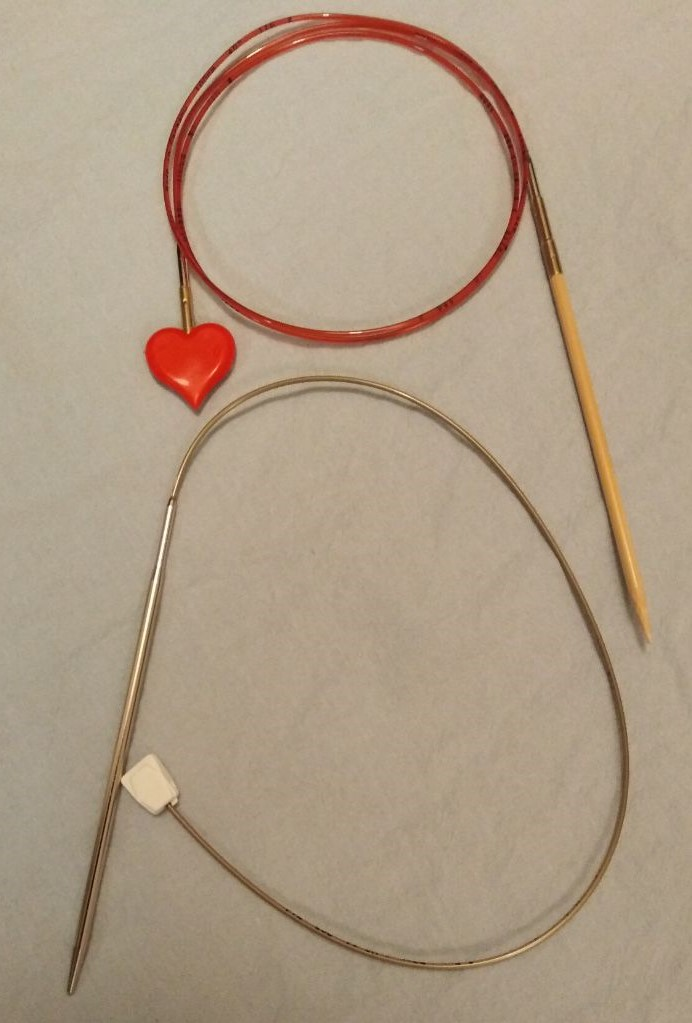
Flexstickor

Flexstickor används som raka stickor. De består av en kort sticka med en böjlig kabel som har en ändstopp i änden. Flexstickor säljs färdiga, men om man har utbytbara rundstickor, kan man bygga en själv av en utbytbar rundsticka, en kabel och en ändstopp. 
Strumpstickor är till skillnad från raka stickor spetsiga i båda ändar, och används främst vid rundstickning, till exempel vid stickning av mössor, raggsockor eller vantar som stickas som en tub och alltså inte behöver sys ihop. Vid stickningen använder man fyra eller fem stickor samtidigt men precis som vid annan stickning används bara två av stickorna aktivt på samma gång. Strumpstickor kan också användas som hjälpsticka vid flätstickning eller när man stickar snodd (i-cord).
Rundstickor består av två korta stickor som hålls ihop av en böjlig kabel, och kan användas både för rundstickning och för att sticka fram och tillbaka. De används ofta vid rundstickning med stor omkrets, till exempel bålen på en tröja. Rundstickor finns i olika längder för att passa olika typer av stickningar – ofta används en längd som stämmer överens med omkretsen på stickningen, men längre längder kan också användas genom tekniker för att anpassa kabelns längd (till exempel magic loop). Rundstickans kabel är oftast gjord av plast, som kan vara mer eller mindre följsam, men själva stickan finns i flera olika material. Det finns också olika typer av utbytbara rundstickor där stickorna fritt kan kombineras med lösa kablar av olika längd.

## Material
Stickor finns i olika material, till exempel metall, trä och plast. Eftersom de olika materialen har olika egenskaper kan vissa typer av stickor passa bättre för en viss stickteknik, ett visst garn eller viss stickfasthet. 

## Storlekar
I Sverige mäts stickornas storlek efter deras diameter i millimeter, oftast i hela och halva millimeter. I andra länder används andra måttsystem, och det finns därför tabeller för omräkning mellan olika system för att lättare hitta rätt.
| Metersystemet (mm) | Amerikansk storlek | Brittisk storlek | Japansk storlek |
| ------------------ | ------------------ | ---------------- | --------------- |
| 2,0                | 0                  | 14               |                 |
| 2,1                |                    |                  | 0               |
| 2,25               | 1                  | 13               |                 |
| 2,4                |                    |                  | 1               |
| 2,5                |                    |                  |                 |
| 2,7                |                    |                  | 2               |
| 2,75               | 2                  | 12               |                 |
| 3,0                |                    | 11               | 3               |
| 3,25               | 3                  | 10               |                 |
| 3,3                |                    |                  | 4               |
| 3,5                | 4                  |                  |                 |
| 3,6                |                    |                  | 5               |
| 3,75               | 5                  | 9                |                 |
| 3,9                |                    |                  | 6               |
| 4,0                | 6                  | 8                |                 |
| 4,2                |                    |                  | 7               |
| 4,5                | 7                  | 7                | 8               |
| 4,8                |                    |                  | 9               |
| 5,0                | 8                  | 6                |                 |
| 5,1                |                    |                  | 10              |
| 5,4                |                    |                  | 11              |
| 5,5                | 9                  | 5                |                 |
| 5,7                |                    |                  | 12              |
| 6,0                | 10                 | 4                | 13              |
| 6,3                |                    |                  | 14              |
| 6,5                | 10 ½               | 3                |                 |
| 6,6                |                    |                  | 15              |
| 7,0                |                    | 2                | 7 mm            |
| 7,5                |                    | 1                |                 |
| 8,0                | 11                 | 0                | 8 mm            |
| 9,0                | 13                 | 00               | 9 mm            |
| 10,0               | 15                 | 000              | 10 mm           |
| 12,0               | 17                 |                  |                 |
| 16,0               | 19                 |                  |                 |
| 19,0               | 35                 |                  |                 |
| 25,0               | 50                 |                  |                 |